# 樅陽郡
枞阳郡，中国南北朝时设置的郡。
南朝梁天监年间置枞阳郡，属晋州，治所在枞阳县（今安徽桐城市东南枞阳县）。辖境相当今安徽省桐城市、枞阳县地。绍泰元年（555年），北齐攻克枞阳郡，改属江州。南陈在太建五年（573年）北齐衰亡时一度夺得，改属晋州，北周大象元年（579年）枞阳郡属岳州，下辖枞阳县、阴安县。隋文帝开皇三年（583年）废枞阳郡，地入熙州（同安郡）。